# Champagne Problems
"Champagne Problems" (estilizada em letras minúsculas) é uma canção da artista estadunidense Taylor Swift, gravada para seu nono álbum de estúdio Evermore (2020), lançado através da Republic Records. Composta pela artista com o auxílio de seu então namorado, Joe Alwyn (sob o pseudônimo de William Bowery), e produzida por Swift em conjunto com Aaron Dessner, "Champagne Problems" é uma canção derivada do chamber pop com elementos do indie folk e chill out, conduzida por piano e um riff de guitarra. Liricamente, "Champagne Problems" é uma balada sentimental escrita a partir da perspectiva de uma namorada problemática que recusa o pedido de casamento sério de seu parceiro por não se sentir preparada. Ele retrata um narrador assumindo a responsabilidade pelo rompimento e lamentando o relacionamento desbotado.
"Champagne Problems" recebeu críticas positivas da mídia especializada, que elogiaram sua produção e composição por retratar saúde mental. A canção alcançou as paradas de países como Austrália, Canadá, Irlanda, Malásia, Nova Zelândia, Cingapura, Reino Unido, enquanto os Estados Unidos alcançou as paradas da Billboard Global 200. "Champagne Problems" foi incluída no repertório de sua sexta turnê The Eras Tour (2023).

## Antecedentes e lançamento

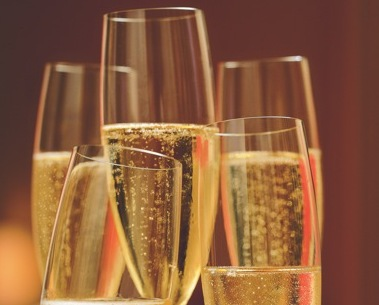
espumantes

A cantora e compositora estadunidense Taylor Swift concebeu seu oitavo álbum de estúdio, Folklore (2020), como frutos de visuais mitopoéticos em sua mente, como resultado de sua imaginação "correndo solta" enquanto se isolava durante a pandemia de COVID-19. Em setembro de 2020, Swift e seus co-produtores e co-compositores do álbum, Aaron Dessner, Jack Antonoff e Joe Alwyn, se reuniram no Long Pond Studio, localizado em uma cabana isolada em Hudson Valley, no interior do estado de Nova Iorque, para filmar o documentário Folklore: The Long Pond Studio Sessions, do Disney+. Para saciar seu desejo de explorar mais as "florestas folclóricas" que ela visualizava em sua mente, Swift imediatamente desenvolveu outro álbum como uma contrapartida conclusiva do Folklore, intitulado Evermore (2020).

## Estrutura musical e conteúdo lírico
"Champagne Problems" é uma balada introspectiva com instrumentais chill out, consistindo de acordes de piano que se entrelaçam com arpejos de guitarra e vocais de coro. É narrado por uma namorada que se desculpa cujos problemas pessoais interferem em seu relacionamento romântico, levando-a a rejeitar o sincero pedido de casamento de seu parceiro, que acontece em uma festa de Natal. No segundo verso, Swift canta ("Você contou para sua família por um motivo / Você não conseguiu segurar / Sua irmã esbanjou na garrafa / Agora ninguém está comemorando"), aludindo ao fato de que o o sujeito estava tão confiante de que o narrador diria sim que contou à família com antecedência. A canção a mostra assumindo a responsabilidade pela dor de cabeça causada e pelo luto pelo relacionamento enquanto observa seu ex-parceiro seguir em frente. Jason Lipshutz, da Billboard, descreveu a narrativa como "uma sensação silenciosa de mágoa que fica cada vez mais alta à medida que a história da música sobre um romance murcho... se torna mais urgente". "Champagne Problems" também mostra a narradora se dirigindo a seu ex-amante a partir de uma perspectiva de segunda pessoa: a canção começa com a frase ("Você reservou o trem noturno por um motivo / Então você poderia sentar aí com essa dor").

## Recepção crítica
"Champagne Problems" recebeu ampla aclamação da crítica especializada. Hannah Mylrea, da NME, comparou "Champagne Problems" com a canção "Love Story" (2008), do segundo álbum de estúdio de Swift, Fearless, com a última sendo uma canção sobre aceitar uma proposta de casamento, enquanto a primeira trata de rejeitar a mesma. Chamando-a de "balada de desencanto", Madeline Crone, do American Songwriter, pensou que, no primeiro refrão da faixa, é "mutilmente aparente" como "planos diferentes" acontecem entre dois amantes. Maura Johnston, da Entertainment Weekly, elogiou os detalhes "pontilhistas" da faixa e ressaltou como o dístico da abertura retrata com precisão "alguém procurando escapar de si mesmos, e não apenas a sua situação".
Alexis Petridis, do The Guardian, disse que a faixa, e mais especificamente a letra ("Ela teria sido uma noiva tão adorável / Que pena que ela está fodida na cabeça"), era um retorno parcial à "namorada das más notícias" satiricamente retratado na canção "Blank Space" (2014), de Swift. O jornalista musical Jon Pareles, do The New York Times, escreveu que a faixa era "um suspiro elaborado e em evolução", destacando acordes de piano lo-fi que progridem para acordes de guitarra em uma sucessão mais rápida e "aah" em loop. Brodie Lancaster, do The Sydney Morning Herald, selecionou "Champagne Problems" como um exemplo da habilidade de Swift de escrever personagens fictícios e "escrevê-los até que estejam totalmente secos". Escrevendo para o The Independent, Helen Brown descreveu "Champagne Problems" como "perversamente efervescente" e elogiou a construção do personagem de Swift.

## Créditos
Créditos adaptados do Pitchfork.
- Taylor Swift – vocais, composição, produção
- Aaron Dessner – produção, gravação, piano, sintetizador, violão, baixo sintetizado
- William Bowery – composição
- Jonathan Low – gravação vocal, mixagem, gravação
- Greg Calbi – masterização
- Steve Fallone – masterização
- Logan Coale – contrabaixo